# Mono (langue oubanguienne)
Pour les articles homonymes, voir Mono.
Le mono est une langue nigéro-congolaise de la branche des langues oubanguiennes parlée dans le Nord-Ouest de la république démocratique du Congo.

## Classification
Le mono fait partie du sous-groupe oubanguien, classé dans la branche adamawa-oubanguienne des langues nigéro-congolaises.
La langue est un des parlers banda.

## Prononciation

### Voyelles
|           | Antérieur | Central | Postérieur |
| --------- | --------- | ------- | ---------- |
| Fermé     | i         | ɨ       | u          |
| Mi-fermé  | e         |         | o          |
| Moyen     |           | ə       |            |
| Mi-ouvert |           |         | ɔ          |
| Ouvert    | a         |         |            |

### Consonnes
|           | Bilabial | Bilabial | Labio-dental | Labio-dental | Alvéolaire | Alvéolaire | Post-alvéolaire | Post-alvéolaire | Palatal | Palatal | Vélaire | Vélaire | Labio-vélaire | Labio-vélaire | Glottal | Glottal |
| --------- | -------- | -------- | ------------ | ------------ | ---------- | ---------- | --------------- | --------------- | ------- | ------- | ------- | ------- | ------------- | ------------- | ------- | ------- |
| Occlusif  | p        | b        |              |              | t          | d          |                 |                 |         |         | k       | ɡ       | kp            | ɡb            | ʔ       | ʔ       |
| Affriquée |          |          |              |              |            |            | tʃ              | dʒ              |         |         |         |         |               |               |         |         |
| Implosif  | ɓ        | ɓ        |              |              | ɗ          | ɗ          |                 |                 |         |         |         |         |               |               |         |         |
| Nasal     | m        | m        |              |              | n          | n          |                 |                 | ɲ       | ɲ       |         |         |               |               |         |         |
| Fricatif  |          |          | f            | v            | s          | z          | ʃ               | ʒ               |         |         |         |         |               |               | h       | h       |
| Battu     | ⱱ        | ⱱ        |              |              |            |            |                 |                 |         |         |         |         |               |               |         |         |
| Roulé     |          |          |              |              | r          | r          |                 |                 |         |         |         |         |               |               |         |         |
| Spirant   |          |          |              |              | l          | l          |                 |                 | j       | j       |         |         | w             | w             |         |         |

## Sources
- Roger Kamanda-Kola, Phonologie et morpho-syntaxe du mɔnɔ : langue oubanguienne du Congo R.D., LINCOM Europa, coll. « LINCOM studies in African linguistics » (no Volume 60 de), 2003 (ISBN 3895867624 et 9783895867620)
- (en) Kenneth S. Olson, The Phonology and Morphology of Mono, Chicago, Illinois, University of Chicago, mars 2001 (lire en ligne)
- (en) Kenneth S. Olson, « Mono », Journal of the International Phonetic Association, vol. 34, no 2,‎ 2004 (DOI 10.1017/S0025100304001744, lire en ligne)
- (en) Kenneth S. Olson, The Phonology of Mono, Arlington, Summer Institute of Linguistics, 2005 (ISBN 1-55671-160-3, présentation en ligne)
- (en) Kenneth S. Olson et John Hajek, « The phonetic status of the labial flap », Journal of the International Phonetic Association, vol. 29, no 2,‎ 1999 (DOI 10.1017/S0025100300006484, JSTOR 44526239, lire en ligne)
- (en) Kenneth S. Olson et Mbakuwuse Tshangbaita, « Mono Digital Wordlist: Presentation Form », Linguistics discoveries, Darmouth College Library, vol. 7, no 1,‎ 2009, p. 131-141 (DOI 10.1349/PS1.1537-0852.A.343, lire en ligne)